# 코르디예라주

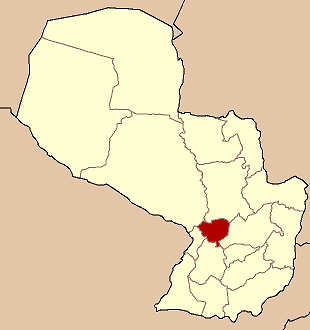
코르디예라 주의 위치

코르디예라주(스페인어: Departamento de Cordillera)는 파라과이 중부에 위치한 주로 주도는 카쿠페이며 면적은 4,948km2, 인구는 234,805명(2002년 기준), 인구 밀도는 47명/km2이다.
북쪽으로는 산페드로 주, 서쪽으로는 프레시덴테아예스 주, 남쪽으로는 파라과리 주와 센트랄 주, 동쪽으로는 카과수 주와 접한다. 20개 현을 관할한다.

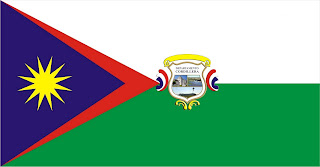
주기
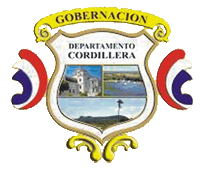
주 문장